# 中国伝媒大学
中国伝媒大学（簡体字中国語: 中国传媒大学、英語: Communication University of China）中国の放送、メディアに関する分野における最高レベルの大学。主に新聞、テレビ、アナウンサー技能、放送技術などの科目を設置しており、これまでに多くの記者、編集者、アナウンサー、キャスター、脚本家、放送技術者を育成してきた。
日本語では、中国コミュニケーション大学として言及されることもある。

## 学校沿革
1954年に設立された「中央ラジオ事業局技術人員訓練組」が前身。1959年4月、国務院の承認により「北京ラジオ学院/北京放送学院」（中文表記: 北京广播学院）に昇格、改称された。2004年8月に現在の「中国伝媒大学」に名称を変更（「伝媒」、中国語の「マスコミ」である）。

## 学部
- ジャーナリズム学部（新闻学院）
- テレビ学部（电视学院）
- 情報コミュニケーション学部（信息传播学院）
- ドラマ・映像学部（戏剧影视学院）
- 放送・司会芸術学部（播音主持艺术学院）
- アニメ・デジタル芸術学部（动画与数字艺术学院）
- 音楽・録音芸術学部（音乐与录音艺术学院）
- 芸術学術院（艺术研究院）
- 情報・通信工学部（信息与通信工程学院）
- コンピュータ・サイバースペースセキュリティ学部（计算机与网络空间安全学院）
- データ・知能メディア学部（数据科学与智能媒体学院）
- 人文学部（人文学院）
- 体育部（体育部）
- 経済・管理学部（经济与管理学院）
- 広告・ブランド学部（广告与品牌学院）
- 文化産業管理学部（文化产业管理学院）
- マークス主義学部（马克思主义学院）
- 政府・公共事務学部（政府与公共事务学院）
- 海南国際学部（海南国际学院）

## 提携校
- 東京工科大学
- 工学院大学
- 実践女子大学
- 日本大学芸術学部
- 学校法人城西大学

## 出身人物
- 桑晨
- 潘濤

## 参照
- 伝媒大学駅